# Klaus Stoertebeker: Pirat z Północy
Klaus Störtebeker: Pirat z Północy (niem. Störtebeker) – niemiecko-hiszpański telewizyjny film przygodowy z 2006 roku w reżyserii Miguela Alexandre. Zdjęcia kręcono na Litwie (Kowno, Kłajpeda, Troki, Mierzeja Kurońska).
Pirat spotyka Elisabeth, miłość z dzieciństwa, która ma wyjść za jego największego wroga.

## Obsada
- Ken Duken - Klaus Störtebeker
- Clarie Keim - Elisabeth Preen
- Stephan Hornung - Simon von Wallenrod
- Gottfried John - Konrad von Wallenrod
- Gudrun Landgrebe - królowa Margarete
- Jochen Nickel - Michels
- Frank Giering - Jan Broderson